# ایم چانگ جونگ
ایم چانگ جونگ (کره‌ای: 임창정؛ زادهٔ ۳۰ نوامبر ۱۹۷۳) خواننده-ترانه‌پرداز و بازیگر اهل کره جنوبی است.
او اغلب توسط کره‌ای‌ها به دلیل فعالیت در سه زمینه موسیقی، فیلم و سرگرمی با لقب «the original multi-entertainer» شناخته می‌شود. او در سال ۱۹۹۰ حرفه بازیگری و در سال ۱۹۹۵ حرفه خوانندگی خود را آغاز کرد. ایم تاکنون ۱۷ آلبوم منتشر کرده‌است و به خاطر آهنگ‌های موفق خود که از نظر آوازخوانی چالش‌برانگیز هستند، شناخته می‌شود.